# تشاباكوا (نيويورك)
شاباكوا  (بالإنجليزية: Chappaqua)‏ قرية صغيرة ذات تعداد محدود في بلدة نيو كاستل، شمال مقاطعة ويستتشستر، بولاية نيويورك. تقع على مساحة 0.45 ميل مربع 1,2 كم2 من الضفة الشرقية لنهر هدسون، على بعد حوالي 30 ميلاً (50 كم) شمال مدينة نيويورك. يتم تقديم القرية من قبل محطة شابكوا لخط هارلم خط مترو الشمال للسكك الحديدية في الهيئة التشريعية لولاية نيويورك، تقع داخل الدائرة الثالثة والتسعين لمجلس ولاية نيويورك والمنطقة الأربعين لمجلس الشيوخ في نيويورك. أما في الكونغرس فتقع القرية في المنطقة 17.
تأسست شابكوا من قبل مجموعة من الكويكرزأو جمعية الأصدقاء الدينية حوالي سنة 1730، وعاش هوراس غريلي، محرر نيويورك تريبيون وعضو الكونغرس الأمريكي فيها. ومنذ أواخر التسعينات عاش هناك الرئيس السابق بيل كلينتون ووزيرة الخارجية السابقة هيلاري كلينتون أيضا.